# 태봉 석조물
태봉 석조물은 대한민국 경기도 포천시 영중면 성동리에 있다. 1986년 4월 9일 포천시의 향토유적 제30호로 지정되었다.

## 개요
조선후기 익종의 태봉이다.